# 龙红
龙红（1966年—），女，汉族，江西永新人，中华人民共和国演员，江西省文联文艺处处长、省戏剧家协会驻会副主席、中国民主促进会会员。

## 生平
毕业于中国音乐学院演唱专业。2008年当选为第十一届全国人大代表。2013年当选为第十二届全国人大代表。